# Улрих I фон Хоенлое-Браунек
Улрих I фон Хоенлое-Браунек-Халтенбергщетен (на немски: Ulrich I von Hohenlohe-Brauneck-Haltenbergstetten; * пр. 1300; † 1332) е господар на Хоенлое-Браунек в Халтенбергщетен, днес в Нидерщетен.
Той е син на Гебхард I фон Хоенлое-Браунек-Халтенбергщетен († ок. 3 ноември 1300) и съпругата му Аделхайд фон Тауферс († сл. 1300), дъщеря на Улрих II фон Тауферс († 1293) и Евфемия фон Хойнбург († 1316). Внук е на Хайнрих I фон Хоенлое-Браунек († сл. 4 октомври 1267) и племенник на Хайнрих II Хоенлое-Браунек-Нойхауз († 18 април 1304). Брат е на Хайнрих фон Хоенлое-Браунек († пр. 5 юни 1349), който 1340 г. е в свещения орден в Моргентхайм.
Фамилията Хоенлое-Браунек е разделена през 1249 г. на линиите Хоенлое-Халтенбергщетен и Хоенлое-Браунек-Нойхауз.

## Фамилия
Улрих I фон Хоенлое-Браунек-Халтенбергщетен се жени пр. 3 април 1284 г. за Мехтилд фон Вайнсберг (* пр. 1311; † 1332), дъщеря на Конрад IV фон Вайнсберг († 1323) и Луитгард фон Нойфен († 1299). Те имат децата:
- Улрих II († 1345), господар на Хоенлое-Браунек в Халтенбергщетен, женен I. за неизвестна жена, II. пр. 1 юни 1337 г. за Аделхайд фон Хоенлое-Вайкерсхайм († сл. 1340), дъщеря на Крафт I фон Хоенлое-Вайкерсхайм († 1312) и Маргарета фон Труендинген († 1293/1294)
- Агнес († сл. 1332), омъжена за Албрехт фон Рехберг († сл. 1348)
- Конрад († 1333), домхер във Вюрцбург (1319 – 1332)
- Андреас II († 1340)
- Гьотц († сл. 1342)
- Йохан († 1357), домхер във Вюрцбург
- Аделхайд († 1357?)
- Елизабет († сл. 1345)